# Territorio comanche

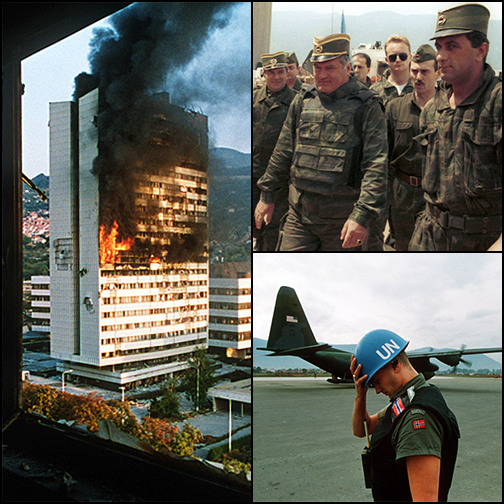
Las experiencias que marcaron profundamente al autor sobre el horror de la Guerra de Bosnia y la más baja condición del ser humano quedan reflejadas en el libro.

Territorio comanche es una novela autobiográfica del escritor español Arturo Pérez-Reverte, publicada por Ollero y Ramos Editores en 1994.
Fue escrita a modo de catarsis, después de la etapa del escritor como reportero de guerra durante 21 años (1973-1994). Está dedicada a José Luis Márquez, cámara de TVE que cubrió el conflicto en compañía de Pérez-Reverte ("dedicarle el libro no sólo era justo, sino que era necesario para hacer debido honor a ese fulano taciturno y silencioso que, merced a varios recuerdos y a algunos ratos buenos y malos compartidos, me hace el favor de ser mi amigo").
La obra fue llevada al cine en 1997 en el filme Territorio comanche. La película fue una coproducción hispano-franco-argentina dirigida por Gerardo Herrero; Pérez-Reverte escribió el guion mayormente junto a Salvador García Ruiz y Alberto Lecchi.

## Trama
"Para un reportero en una guerra, territorio comanche es el lugar donde el instinto dice que pares el coche y des media vuelta; donde siempre parece a punto de anochecer y caminas pegado a las paredes, hacia los tiros que suenan a lo lejos, mientras escuchas el ruido de tus pasos sobre los cristales rotos. El suelo de las guerras está siempre cubierto de cristales rotos. Territorio comanche es allí donde los oyes crujir bajo tus botas, y aunque no ves a nadie sabes que te están mirando." Pérez-Reverte

Territorio comanche es una obra autobiográfica. Los dos protagonistas son corresponsales de TVE que se encuentran cubriendo las Guerras Yugoslavas. La trama es mínima, simplemente ambos protagonistas se encuentran a metros del puente de Bijelo Polje, esperando que el ejército croata lo detone para frenar el avance de la Armija bosnio-musulmana. La obra narra lo que sucede durante esa tarde, y además ambos protagonistas van recordando situaciones ya pasadas sobre otros momentos de esa y otras guerras. Se puede decir que Pérez-Reverte utiliza la técnica fluir de consciencia, mediante la cual fluyen los pensamientos y recuerdos del protagonista sin ningún orden o cronología.
Además la obra está dedicada a Miguel Gil Moreno.

## Polémica
En la novela hizo una dura crítica de una compañera en TVE, Ángela Rodicio, a la que llamaba la niña Rodicio y aireaba aspectos personales. Pérez-Reverte presentó su dimisión a TVE al enterarse de que se le pretendía “abrir expediente por justificar gastos en zonas de guerra con facturas falsas”, acusación basada en unas líneas de su novela Territorio comanche.